# Кодекс вора
«Ко́декс во́ра» (англ. Thick as Thieves; другое название The Code) — детективный фильм 2009 года режиссёра Мими Ледер. Главные роли в фильме исполняют Морган Фримен, Антонио Бандерас и Рада Митчелл.

## Сюжет
Бывалый вор берёт в команду молодого мошенника, который должен помочь ему в его последнем деле — поквитаться с русской мафией, которая требует с него должок. Главные герои Кит Рипли и Габриэль Мартин пытаются похитить из хранилища яйца Фаберже, чтобы выкупить у главаря русской мафии Ники Петровича похищенную им дочь друга Кита Александру Короленко.

## В ролях
| Актёр              | Роль                   |
| ------------------ | ---------------------- |
| Морган Фриман      | Кит Рипли              |
| Антонио Бандерас   | Гэбриель Мартен        |
| Рада Митчелл       | Александра Короленко   |
| Роберт Форстер     | лейтенант Уэбер        |
| Раде Шербеджия     | Ники Петрович / Виктор |
| Том Харди          | Майклз                 |
| Стефан Иванов      | Богдан                 |
| Константин Грегори | Сергеев                |
| Марчел Юреш        | Жуков                  |

## Факты
В «роли» вагонов Нью-Йоркского метро снялись вагоны 81-717/714 производства Мытищинского машиностроительного завода. В действительности кадры и вагоны 81-717/714 сняты в  Софийском метрополитене.      
Саундтрек группы «Тату».